# Pilea bambuseti
Pilea bambuseti är en nässelväxtart. Pilea bambuseti ingår i släktet pileor, och familjen nässelväxter.

## Underarter
Arten delas in i följande underarter:
- P. b. aethiopica
- P. b. bambuseti